# Остенде (футбольний клуб)
«Остенде» (нід. Oostende) — професійний бельгійський футбольний клуб з однойменного міста. Виступає у Лізі Жюпіле. Домашні матчі проводить на стадіоні «Верслюс Арена», який вміщує 8 432 глядача.

## Історія
Футбольний клуб «Остенде» (Koninklijke Voetbalclub Oostende або KV Oostende) створено в 1981 році шляхом об'єднання двох клубів з однойменного бельгійського міста — АС «Остенде» (Athletische Sportvereniging Oostende Koninklijke Maatschappij), який було засновано 1911 року, та ВГ «Остенде» (Van Neste Genootschap Oostende), створеного у 1904 році. В 1930-ті АС «Остенде» грав у другому дивізіоні, а в середині 1970-х пробився до першого. У то й же час ВГ «Остенде» залишався у другому дивізіоні.
Після об'єднання новий клуб почав виступати у третьому дивізіоні Бельгії, де затримався на 11 років. У першому ж сезоні в другому дивізіоні команді вдалося підвищитись у класі. Свій перший вихід до Ліги Жупіле клуб відзначив 7-м місцем у фінальній турнірній таблиці сезону 1993-94. З 1995 по 2013 «Остенде» переважно перебував у другому дивізіоні, за винятком сезонів 1998-99 та 2004-05, коли команда грала у Лізі Жупіле. Крім цього в сезонах 2001-02 та 2002-03 клуб виступав у третьому дивізіоні.
У 1982 році було відновлено діяльність клубу ВГ «Остенде» (Van Neste Genootschap Oostende), який почав виступати у найнижчому дивізіоні Бельгії. Спочатку команда грала на рідному стадіоні «Арменонвіль». З 2001 по 2010 рік вони ділили «Альбертпаркштадіон» з КВ «Остенде» (KV Oostende). У 2013 клуб ВГ «Остенде» знову припинив існування, цього разу вже з фінансових причин.
З 2007 року «Остенде» знаходиться у партнерських відносинах з шотландським «Селтіком».
У травні 2015 року після чергового підвищення у класі було оголошено що президент та найбільший акціонер клубу Марк Куке призначив на посаду головного тренера Іва Вандергаге.
Весною 2016 року головна трибуна «Альбертпаркштадіона» була реконструйована, а назву стадіону змінено на «Верслус Арена». У ході реконструкції його місткість було збільшено до 8,432 глядачів.